# 3C 20
3سي 20 هيَ مجرة راديوية تتواجد في كوكبة ذات الكرسي.